# Def Jam Recordings
Def Jam Recordings est un label discographique américain de hip-hop, basé à New York, dans l'État de New York, propriété d'Universal Music Group. Def Jam est fondé en 1984 par Russell Simmons et Rick Rubin. Il est considéré par la presse spécialisée comme le label historique et précurseur du mouvement hip-hop. Les premiers groupes et artistes signés incluent les Beastie Boys et LL Cool J. D'autres comme Public Enemy contribueront également à sa renommée. Le label a également participé au mélange des genres et des cultures en signant avec des groupes de thrash metal, à l'époque proches du mouvement hip-hop, comme Slayer ou Anthrax. Le film Krush Groove (1985), un des premiers films consacrés au hip-hop, raconte les débuts du label.
Jay-Z, qui était à la tête du label depuis 2004 et qui distribue aussi son label Roc-A-Fella, quitte son poste en avril 2008. Def Jam a aussi son propre jeu vidéo qui fait se combattre sous forme de combat de rue la majeure partie des artistes du label ainsi qu'une grande partie de la communauté hip-hop en général. Il compte, en 2016, trois adaptations que sont Def Jam Vendetta, Def Jam: Fight for NY, et Def Jam: Icon le dernier en date adapté sur les consoles PlayStation 3 et Xbox 360. Les musiciens actuels incluent notamment Iggy Azalea, Logic, Big Sean, Kanye West, Leona Lewis, 2 Chainz, Axwell Λ Ingrosso, Mother Mother, Afrojack, Jeezy, Frank Ocean, Jeremih, Ludacris, Alesso, Jhené Aiko, Desiigner, Kaaris, Lacrim, Koba LaD ou encore le groupe IAM.

## Histoire

### Fondation
Def Jam est fondé par Rick Rubin dans son dortoir au Weinstein Hall de l'université de New York et compte un premier single enregistré par le groupe de punk rock Hose. Russell Simmons se joint à Rubin peu après s'être rencontré grâce à leur ami Vincent Gallo. Le premier single publié avec un logo Def Jam Recordings est It's Yours de T La Rock et Jazzy Jay. Les premiers singles publiés par Def Jam Recordings sont I Need a Beat de LL Cool J et Rock Hard des Beastie Boys en 1984. Les singles se vendent bien, et les ventes mènent à la signature d'un contrat de distribution avec CBS Records (plus tard renommé Sony Music Entertainment) par le biais de Columbia Records l'année suivante. Un label appelé OBR Records, sera lancé à court terme, et se concentrera sur des artistes de RnB — le premier musicien à y signer est Oran « Juice » Jones, qui jouira du succès grâce à son single The Rain.
Quelques années plus tard, Def Jam lance un nouveau label appelé Rush Associated Labels (RAL) qui abritera Nice & Smooth et EPMD anciens membres du label Sleeping Bag Records. D'autres artistes de chez RAL incluent Redman, Onyx, Flatlinerz, Domino, Warren G et Jayo Felony. Def Jam signe également son seul et unique groupe de thrash metal, Slayer, en 1986. Le label signe aussi le groupe Public Enemy, dont le contenu lyrique controversé, popularisera davantage la société.

### PolyGram
En 1992, malgré les bonnes ventes des albums de LL Cool J, Public Enemy, et EPMD, Def Jam fait face à de gros problèmes financiers. Cependant, en 1994, PolyGram rachète 50 % des parts de Sony chez Def Jam Recordings. Def Jam distribue par la suite l'artiste, membre du label Violator Records, Warren G et son album Regulate... G Funk Era, qui sera certifié triple disque de platine et renflouera les caisses de Def Jam grâce au contrat de distribution avec Violator.

### Années 2000
En 2001, Lyor Cohen annonce Def Jam Germany, la première société Def Jam à l'international. Cela améliore significativement la présence du label dans le monde. Def Jam Germany signera les rappeurs allemands Spezializtz, et Philly MC. Le label est situé à Berlin, en Allemagne, et est lancé le 23 mai 2000. Hormis la signature et le marketing des artistes locaux, Def Jam Germany fait également de la publicité pour les rappeurs américains sur le territoire allemand. La société, cependant, met la clé sous la porte deux ans plus tard, en 2002. La plupart des artistes sont signés par la suite à Universal/Urban, tandis que d'autres ne renouvelleront pas leur contrat. La seconde filiale à l'international, Def Jam Japan (デフ・ジャム・ジャパン, Defu Jamu Japan), est également fondé en 2000. Il compte en son sein AI, les Teriyaki Boyz, et Nitro Microphone Underground.
En 2003, Def Soul devient partie intégrante de Def Jam. Un an plus tard, Murder Inc. se retrouve au cœur d'une affaire de blanchiment d'argent provenant d'échanges illégaux de drogues, et est banni du label en 2005. Roc-A-Fella Records est vendu à la société en 2004.

### Années 2010
En 2011, la filiale française du label est fondée au sein d'Universal et Benjamin Chulvanij (ex EMI/Hostile Records) assure la direction. Les bureaux du label sont situés dans les locaux d'Universal France à Paris. Les artistes qui y sont signés incluent Alonzo, Akhenaton, Dinos Punchlinovic, Dosseh, Fanny Neguesha, Joke, Kaaris, Kool Shen, Lacrim, Mister You, Sch, DJ Hamida (chez Definite Pop), Nawell Madani, Willaxxx (Def Jam Comedy, la division humour du label).
En août 2017, Paul Rosenberg (agent d'Eminem) est annoncé comme nouveau PDG du label historique Def Jam. Il prend ses fonctions en janvier 2018 et succède à Steve Bartels, en place depuis 2013. Il quitte ses fonctions fin février 2020. Il annonce qu'il souhaite se concentrer davantage sur sa société de management, Goliath Artist, ainsi que sur Shady Records.

### Années 2020
Le 21 février 2020, Paul Rosenberg démissionne de son poste de président-directeur général de Def Jam, et est remplacé par le directeur des affaires commerciales d'Universal Music, Jeffrey Harleston, qui assume le contrôle intérimaire du label. En novembre, Def Jam s'associe à Alex et Alec Boateng pour créer un nouveau label britannique appelé 0207 Def Jam sous l'égide d'EMI Records d'Universal Royaume-Uni. La liste des artistes britanniques comprend Stormzy. Def Jam s'étend également à l'Afrique avec la création de Def Jam Africa,.
Le 9 avril 2021, DMX, vétéran du label, décède dans un hôpital de White Plains une semaine après avoir souffert d'une overdose de drogue qui l'a fait succomber à une crise cardiaque fatale. Un mois plus tard, Def Jam sort son album posthume, Exodus, qui fait ses débuts et se classe dans le top 10 du Billboard 200. Deux albums numériques de grands succès de DMX ont également été disponibles en streaming sous le label au cours de la même période : A Dog's Prayer et The Legacy,. Plus tard dans l'année, Harleston appelle en conférence Snoop Dogg et le nomme consultant exécutif de Def Jam. En août 2021, Harleston annonce qu'il se remplacera lui-même en tant que président intérimaire de Def Jam par l'ancien dirigeant d'Interscope/RCA et fondateur de Keep Cool, Tunji Balogun, qui accepte d'assumer le rôle de président-directeur général, ce qu'il fait le jour de l'an 2022,,.
Le 31 octobre 2023, l'artiste principal du label, Jeezy, avait rempli son contrat avec Def Jam,. Entre-temps, le label avait déjà signé le rappeur Wale,.

## Groupes et artistes
- 2 Chainz
- Afrojack
- Alessia Cara[31]
- Alesso
- August Alsina[32]
- Axwell Λ Ingrosso[33]
- Babyface
- Bibi Bourelly
- Big K.R.I.T.
- Big Sean
- Common[34]
- Desiigner
- Elijah Blake[35]
- Fabolous
- Frank Ocean[36]
- Gunplay
- HXLT
- Iggy Azalea
- Jadakiss
- Jahkoy
- Jeezy
- Jeremih
- Jhené Aiko
- Juelz Santana
- Chris Brown
- Kacy Hill
- Kanye West
- Krept and Konan[37]
- Lil Pump
- Lil Durk
- Lil Reese
- Logic
- Tyga
- Maejor Ali
- Mother Mother
- Nas
- Pusha T
- Public Enemy
- Q-Tip
- Tamia
- Teyana Taylor
- The Roots
- Triple C's
- Vic Mensa
- Vince Staples
- YG
- Carson Lueders

### Def Jam France
Le label se renomme Island Def Jam. Voici la liste des artistes actuellement et anciennement signés sur la branche française :
- 100Blaze
- Akhenaton[38]
- Alrima
- Ateyaba (2013-2015)
- Amel Bent
- Alonzo
- Bassirou (dans le cadre des Def Jam EP. 2e artiste en 2014.)
- Caballero
- Dinos Punchlinovic (2013-2014)
- Disiz (2011-2015)
- Dosseh (2015)
- Djany[39]
- Fanny Neguesha[40] (en joint-venture avec Def Jam US)
- Franglish
- Mac Tyer
- Hatik
- Kendji Girac
- Jipax[41]
- Ghetto Phénomène (2015-2017)
- IAM
- JeanJass
- Kalash Criminel (2015-2017)
- Kamelancien
- Kaaris (2014-2019)
- Koba LaD[42]
- Kool Shen
- Lacrim (2013-2018)[43]
- Lapso Laps[44]
- Lyna Mahyem (2016-2017)
- Mister You
- Psy 4 de la rime (2012-2014)
- Rémy[45]
- YL[46]
- SCH (2014-2016)
- Yong-C (dans le cadre des Def Jam EP. 1er artiste en 2013.)
- Vitaa (2012-2014)
- Vegedream

## Discographie

### Albums
2012
- 4 juin : Alonzo - Amour, gloire & cité (Universal, Def Jam France)
- 29 octobre : Disiz - Extra-Lucide (Lucidream, Def Jam France)

2014
- 3 mars : Disiz - Transe-Lucide (Lucidream, Def Jam France)
- 1er septembre : Lacrim - Corleone (Def Jam France)

2015
- 26 janvier : Alonzo - Règlement de comptes (Universal, Def Jam France)
- 30 mars : Kaaris - Le bruit de mon âme (Universal, Therapy Music, Def Jam France)
- 1er juin : Lacrim - R.I.P.R.O. Volume I (Universal, Def Jam France, A.W.A, Pop Korn Music)
- 16 octobre : Kaaris - Double Fuck (Therapy Music, Def Jam France)
- 11 novembre : Sch - A7 (Universal, Braabus Music, Def Jam France)
- 11 décembre : Lacrim - R.I.P.R.O. Volume II (Universal, Def Jam France, A.W.A)

2016
- 20 mai : Alonzo - Avenue de Saint-Antoine (Universal, Def Jam France)
- 27 mai : Sch - Anarchie (Universal, Braabus Music, Def Jam France)
- 28 octobre : Kalash Criminel - R.A.S (Capitol Music France, Def Jam France)
- 11 novembre : Kaaris - Okou Gnakouri (Universal, Def Jam France)

2017
- 31 mars : Lacrim - Force & Honneur (Universal, Def Jam France, Plata O Plomo)
- 19 mai : Kalash Criminel - Oyoki (Def Jam France)
- 25 août : Alonzo - 100% (Universal, Def Jam France)
- 3 novembre : Kaaris - Dozo (Universal, Def Jam France)
- 17 novembre : Lacrim - R.I.P.R.O. Volume III (Universal, Def Jam France, Plata O Plomo)

2018
- 23 février : YL - Confidences (Def Jam France, Bylka Prod)
- 28 septembre : Koba LaD - VII (Def Jam France)
- 30 novembre : Mac Tyer - C'est la street mon pote (Def Jam France)

2019
- 25 janvier : Kaaris - Or noir 3 (Universal, Def Jam France)
- 1er février : YL - Nyx et Érèbe (Def Jam France, Bylka Prod)
- 15 février : YL - Æther et Héméra (Def Jam France, Bylka Prod)
- 12 avril : Alonzo - Stone (Universal, Def Jam France)
- 19 avril : Koba LaD - L'Affranchi (Def Jam France)

### Apparitions
2015
- Comme d'hab - Jul feat. Alonzo

2016
- Alien - Rim'K feat. Alonzo
- Sapés comme jamais Remix - Maître Gims feat. Alonzo, Gradur, KeBlack et Awa Imani
- Rihanna - Soprano feat. Alonzo
- Savastano - L'Algérino feat. Alonzo
- Arrêt du cœur - Kalash Criminel feat. Kaaris
- Tout ce qu'il faut - Black M feat. Alonzo, Abou Debeing et Gradur
- 4Matic - Kaaris feat. Kalash Criminel
- Oblah - Gradur feat. Alonzo, MHD et Nyda
- La frappe - Elams feat. Alonzo

2017
- Le cercle - Sofiane feat. Hornet La Frappe, GLK et YL
- Cagoulé - Jul feat. Kalash Criminel
- T.R.W. - Soolking feat. Alonzo
- Ce soir - Ninho feat. Alonzo
- Terrain glissant - Hornet La Frappe feat. Kalash Criminel
- Ma fierté - Dadju feat. Alonzo et Maître Gims
- Bling Bling - Kaaris feat. Kalash Criminel et Sofiane
- Dress code - Black M feat. Kalash Criminel

2018
- Mistigris - Sofiane feat. Kaaris
- Donne-nous le - YL feat. Alonzo
- Dans le block - Naps feat. Alonzo
- Les 4 Fantastiques - L'Algérino feat. Alonzo, Soprano et Naps
- Quelqu'un d'autre t'aimera - Jul feat. Alonzo
- 911 - Rim'K feat. Alonzo
- Stahraf - Sadek feat. YL et Heuss l'Enfoiré
- Ça va - Naza feat. Alonzo
- Sans thème Remix - Dadju feat. Alonzo, Naza, MHD et Vegedream
- Chargé - GLK feat. RK et Koba LaD
- Il se passe quoi - Mac Tyer feat. Kaaris et Sofiane
- Oh fou - Jul feat. Alonzo

2019
- George Moula - Heuss l'Enfoiré feat. Koba LaD
- Briganté - Kaaris feat. Mac Tyer et Sofiane
- D'une autre manière - DA Uzi feat. Kaaris
- Piwi - Lartiste feat. Koba LaD
- La vivance - Ninho feat. Koba LaD
- Comme tu es - Jok'Air feat. Alonzo
- La patate - RK feat. Koba LaD
- Ça a changé - Alonzo feat. Koba LaD
- Respectez - Abou Debeing feat. Kaaris
- 10/10 - Maître Gims feat. Alonzo et Dadju
- Vargas - Franglish feat. Alonzo
- Rien - Amel Bent feat. Alonzo
- Binks - 100 Blaze feat. Koba LaD
- Grossiste - 100 Blaze feat. Alonzo
- Tchop - Vegedream feat. RK & Alonzo
- Nautilus - Alkpote feat. Kaaris
- Tous les couler - Niska feat. Koba LaD
- Autour de moi - Black M feat. Koba LaD et Niro
- Rolling Stones - Gradur feat. Alonzo et Maître Gims